# Kościół Trójcy Świętej w Gorzowie Wielkopolskim
Kościół Trójcy Świętej w Gorzowie Wielkopolskim – rzymskokatolicki kościół parafialny należący do parafii pod tym samym wezwaniem (dekanat Gorzów Wielkopolski – Trójcy Świętej diecezji zielonogórsko-gorzowskiej). Znajduje się w Wieprzycach, zachodniej dzielnicy miasta.
Budowla powstała jako zbór protestancki. Fundamenty świątyni pochodzą z XVI wieku. Kościół został wybudowany w 1833 roku. Składa się z jednej nawy i reprezentuje styl klasycystyczny, wieża powstała w 1880 roku. Świątynia została pobłogosławiona i oddana do kultu katolickiego w dniu 14 kwietnia 1946 roku. Na wieży znajdują się dwa dzwony, natomiast na najwyższej kondygnacji zamontowany jest zegar. We wnętrzu wieży na północnej ścianie jest umieszczona pamiątkowa tablica poświęcona pierwszemu duszpasterzowi który zmarł w wieku 49 lat w 1667 roku. W prezbiterium usytuowany jest krzyż razem z figurami Matki Bożej i świętego Jana Apostoła a także witraż wykonany w 1974 roku przedstawiający symbol Ducha Świętego
Kościół figuruje w gminnej ewidencji zabytków miasta Gorzów Wielkopolski